# Championnat d'Autriche de football 2016-2017
Navigation
Édition précédente Édition suivante
| \| Admira Austria Sturm Sankt Pölten Rapid Ried Salzbourg Wolfsberger AC Altach Mattersburg \| Localisation des clubs engagés dans le championnat. |
| Admira Austria Sturm Sankt Pölten Rapid Ried Salzbourg Wolfsberger AC Altach Mattersburg                                                           |

La saison 2016-2017 du championnat d'Autriche est la 106e saison de l'histoire de la compétition. Elle oppose les dix meilleurs clubs d'Autriche en une série de trente-six journées. Lors de cette saison, le Red Bull Salzbourg défend son titre face à 9 autres équipes dont 1 promu d'Erste Liga.
Trois places qualificatives pour les compétitions européennes seront attribuées par le biais du championnat : une pour le second tour de qualification de la Ligue des champions et deux en Ligue Europa (une pour le troisième tour préliminaire, une pour le second tour). La dernière place européenne est celle réservée au vainqueur de la ÖFB-Cup qui est qualificative pour le troisième tour de qualification de la Ligue Europa. Si celui-ci termine parmi les trois premiers du classement, c'est le 4e du championnat qui récupère cette place européenne, et non plus le finaliste de la Coupe, comme c'était le cas lors des saisons précédentes. Le dernier du championnat est relégué en Erste Liga.
Le Red Bull Salzbourg conserve son titre, pour la quatrième saison consécutive, devançant au classement l'Austria Vienne et le Sturm Graz. C'est le onzième titre de champion d'Autriche de l'histoire du club.

## Participants
Légende des couleurs
- Troisième tour de qualification de la Ligue des Champions 2017-2018
- Troisième tour de qualification de la Ligue Europa 2017-2018
- Deuxième tour de qualification de la Ligue Europa 2017-2018
- Deuxième tour de qualification de la Ligue Europa 2017-2018
- Promu de Erste Liga

| Club                  | Se maintient depuis | Classement 2015-2016 | Entraîneur         | Depuis | Stade                  | Capacité théorique |
| --------------------- | ------------------- | -------------------- | ------------------ | ------ | ---------------------- | ------------------ |
| Admira Wacker Mödling | 2011                | 4                    | Walter Knaller     | 2013   | Bundesstadion Südstadt | 12 000             |
| Austria Vienne        | 1926                | 3                    | Gerald Baumgartner | 2014   | Stade Franz-Horr       | 13 400             |
| Rapid Vienne          | 1911                | 2                    | Zoran Barisic      | 2013   | Allianz Stadion        | 50 865             |
| Red Bull Salzbourg    | 2005                | 1                    | Adi Hütter         | 2014   | Red Bull Arena         | 31 000             |
| Rheindorf Altach      | 2014                | 8                    | Damir Canadi       | 2013   | Cashpoint-Arena        | 8 500              |
| Sturm Graz            | 1966                | 5                    | Franco Foda        | 2014   | UPC-Arena              | 15 400             |
| Sankt Pölten          | 2016                | 1er (D2)             | Karl Daxbacher     | 2015   | NV Arena               | 8 000              |
| SV Ried               | 2005                | 7                    | Oliver Glasner     | 2014   | Keine Sorgen Arena     | 7 680              |
| SV Mattersburg        | 2015                | 9                    | Ivica Vastić       | 2013   | Pappelstadion          | 15 700             |
| Wolfsberger AC        | 2012                | 6                    | Dietmar Kühbauer   | 2013   | Lavanttal-Arena        | 7 300              |

## Compétition
Le classement est calculé avec le barème de points suivant : une victoire vaut trois points, le match nul un. La défaite ne rapporte aucun point.
Critères de départage :
1. plus grand nombre de points ;
2. plus grande différence de buts générale ;
3. plus grand nombre de buts marqués ;
4. plus grande différence de buts particulière ;
5. meilleure place au Challenge du fair-play (1 point par joueur averti, 3 points par joueur exclu)

### Classement
| Rang | Équipe                 | Pts | J  | G  | N  | P  | Bp | Bc | Diff |
| ---- | ---------------------- | --- | -- | -- | -- | -- | -- | -- | ---- |
| 1    | Red Bull Salzbourg T C | 81  | 36 | 25 | 6  | 5  | 74 | 24 | +50  |
| 2    | Austria Vienne         | 63  | 36 | 20 | 3  | 13 | 72 | 50 | +22  |
| 3    | Sturm Graz             | 60  | 36 | 19 | 3  | 14 | 55 | 39 | +16  |
| 4    | Rheindorf Altach       | 53  | 36 | 15 | 8  | 13 | 46 | 49 | -3   |
| 5    | Rapid Vienne           | 46  | 36 | 12 | 10 | 14 | 52 | 42 | +10  |
| 6    | Admira Wacker          | 46  | 36 | 13 | 7  | 16 | 36 | 55 | -19  |
| 7    | SV Mattersburg         | 43  | 36 | 12 | 7  | 17 | 39 | 54 | -15  |
| 8    | Wolfsberger AC         | 42  | 36 | 11 | 9  | 16 | 40 | 59 | -19  |
| 9    | Sankt Pölten P         | 37  | 36 | 9  | 10 | 17 | 41 | 60 | -19  |
| 10   | SV Ried                | 35  | 36 | 10 | 5  | 21 | 33 | 56 | -23  |

|  | Qualification pour le 2e tour de qualification de la Ligue des champions 2017-2018 |
|  | Qualification pour le 3e tour de qualification de la Ligue Europa 2017-2018        |
|  | Qualification pour le 2e tour de qualification de la Ligue Europa 2017-2018        |
|  | Relégation directe en deuxième division                                            |
|  | T : Tenant du titre C : Vainqueur de la Coupe d'Autriche P : Promu de D2           |

### Résultats

#### Journées 1 à 18
| Résultats (▼dom., ►ext.) | AWM | AUS | ALT | RAP | RBS | RIE | SPO | STU | MAT | WOL |
| Admira Wacker            |     | 0-2 | 1-2 | 1-2 | 0-4 | 1-0 | 1-1 | 0-3 | 1-0 | 4-1 |
| Austria Vienne           | 1-2 |     | 3-1 | 1-4 | 1-3 | 2-0 | 2-1 | 2-0 | 3-1 | 4-1 |
| Rheindorf Altach         | 2-0 | 5-1 |     | 1-0 | 0-0 | 1-0 | 3-1 | 1-1 | 2-1 | 1-0 |
| Rapid Vienne             | 4-0 | 0-2 | 1-1 |     | 0-0 | 5-0 | 1-0 | 1-2 | 3-0 | 0-1 |
| Red Bull Salzbourg       | 0-1 | 4-1 | 4-1 | 2-1 |     | 1-0 | 2-0 | 0-1 | 3-1 | 1-1 |
| SV Ried                  | 2-1 | 1-1 | 2-1 | 4-2 | 0-2 |     | 1-2 | 1-0 | 2-1 | 0-1 |
| Sankt Pölten             | 2-1 | 1-2 | 0-1 | 1-1 | 1-5 | 2-3 |     | 1-3 | 2-2 | 0-4 |
| Sturm Graz               | 0-2 | 3-1 | 3-1 | 1-1 | 3-1 | 1-0 | 1-2 |     | 2-2 | 3-0 |
| SV Mattersburg           | 0-1 | 0-2 | 1-2 | 1-1 | 2-1 | 1-1 | 1-1 | 0-2 |     | 3-1 |
| Wolfsberger AC           | 5-0 | 0-3 | 1-2 | 1-1 | 2-2 | 1-0 | 1-1 | 0-4 | 3-0 |     |

#### Journées 19 à 36
| Résultats (▼dom., ►ext.) | AWM | AUS | ALT | RAP | RBS | RIE | SPO | STU | MAT | WOL |
| Admira Wacker            |     | 1-6 | 1-1 | 3-2 | 1-1 | 1-0 | 2-0 | 1-0 | 0-2 | 3-2 |
| Austria Vienne           | 0-2 |     | 1-3 | 1-1 | 2-3 | 3-0 | 1-2 | 4-1 | 2-0 | 3-0 |
| Rheindorf Altach         | 0-0 | 1-1 |     | 3-1 | 0-5 | 0-2 | 1-2 | 1-2 | 3-0 | 2-1 |
| Rapid Vienne             | 0-0 | 0-2 | 3-0 |     | 0-1 | 3-1 | 2-1 | 1-0 | 1-1 | 4-0 |
| Red Bull Salzbourg       | 2-0 | 5-0 | 1-0 | 1-0 |     | 1-1 | 2-0 | 1-0 | 1-0 | 3-0 |
| SV Ried                  | 1-0 | 0-3 | 2-0 | 3-0 | 1-6 |     | 1-1 | 0-3 | 2-3 | 1-1 |
| Sankt Pölten             | 2-2 | 2-1 | 3-3 | 1-1 | 1-2 | 1-0 |     | 2-1 | 1-0 | 1-1 |
| Sturm Graz               | 2-1 | 0-4 | 3-0 | 2-0 | 0-1 | 1-0 | 3-2 |     | 0-2 | 4-0 |
| SV Mattersburg           | 2-0 | 0-3 | 1-0 | 1-3 | 2-1 | 2-1 | 1-0 | 1-0 |     | 2-1 |
| Wolfsberger AC           | 1-1 | 2-1 | 0-0 | 2-1 | 0-2 | 1-0 | 1-0 | 1-0 | 2-2 |     |

## Bilan de la saison
| Championnat d'Autriche de football 2016-2017 |                                |
| Champion                                     | Red Bull Salzbourg (11e titre) |
| Coupes et trophées                           |                                |
| Vainqueur de la Coupe d'Autriche 2016-2017   | Red Bull Salzbourg             |
| Qualifications continentales                 |                                |
| Ligue des champions 2017-2018                | Red Bull Salzbourg             |
| Ligue Europa 2017-2018                       | Austria Vienne                 |
| Ligue Europa 2017-2018                       | Sturm Graz                     |
| Ligue Europa 2017-2018                       | Rheindorf Altach               |
| Promotions et relégations                    |                                |
| Promus en Bundesliga                         | LASK Linz                      |
| Relégués en Erste Liga                       | SV Ried                        |